# Nil Tun Maung
Tun Maung Nil (Mergui, 30 settembre 1931 – Yangon, 20 luglio 2024) è stato un sollevatore birmano medagliato mondiale e ai Giochi asiatici, che gareggiò nelle categorie dei pesi piuma e dei pesi leggeri.

## Carriera
Partecipò a tre edizioni dei Giochi olimpici: a Helsinki nel 1952, nei pesi piuma, dove si classificò al quattordicesimo posto, a Melbourne nel 1956, dove si piazzò all'ottavo posto, e a Roma nel 1960 (entrambe nei pesi leggeri) dove non completò la prova nello slancio.
Vinse la medaglia d'oro ai II Giochi asiatici di Manila nel 1954; ai III Giochi asiatici di Tokyo nel 1958 si classificò al quarto posto dietro al singaporiano Tan Howe Liang, al giapponese Kenji Ōnuma e all'iraniano Henrik Tamraz. Conquistò inoltre due medaglie di bronzo ai campionati mondiali di Vienna nel 1954 e di Monaco di Baviera nel 1955.